# Alexandre Jacques François de Courson de La Villevallio
Pour les articles homonymes, voir Courson.
 Alexandre Jacques François de Courson de La Villevallio, baron, est un militaire français né à Trédaniel le 23 mars 1767 et mort à Fontainebleau le 17 janvier 1847.

## Biographie
Né au Vauhéry en Trédaniel le 23 mars 1767, il entre au service en qualité de cadet gentilhomme, sous-lieutenant le 2 septembre 1782. Incorporé au régiment de Lorraine, avec le grade de sous-lieutenant le 1er août 1784, il est fait lieutenant d'infanterie le 1er juillet 1791 Il émigre le 5 octobre 1791 et rejoint l'Armée de Condé ou il sert de 1792 à 1798.
Rentré en France le 1er octobre 1798, il obtient le grade de colonel, dans l'Armée catholique et royale de Bretagne le 1er octobre 1799;
Pendant les Cent-Jours, il soutient le roi à la tête des volontaires royaux du Calvados, en qualité de Commandant, 9 mars 1815. Il y a organisé une superbe division très bien secondé par Jean-François Le Nepvou de Carfort, apportant leur aide à Louis-Marie-Céleste d'Aumont, duc d'Aumont de Rochebaron et de Piennes, commandant la 14e Division militaire lorsqu'il débarqua à la tête de 130 hommes, s'emparant d'Arromanches, marchant sur Bayeux et rentrant dans Caen, le 8 juillet 1815. Promu Commandant du 5e régiment d'infanterie de la Garde royale, il en devient Général le 4 octobre 1815 et le 2 novembre reçoit de Louis XVIII, la croix de l'ordre royal et militaire de Saint-Louis.
En 1816 il est désigné comme président du collège électoral des Côtes-du-Nord.
Crée Baron par lettres patentes du 2 mars 1816, le 4 octobre 1819 il est élevé au grade de Maréchal de camp. Fait chevalier de la Légion d'honneur le 18 mai 1820 et en devient officier le 25 avril 1821. Il démissionne le 23 mai 1830.
En mai 1832, lors de l'insurrection légitimiste de 1832, une révolte chouanne, soutenant les légitimistes, considérant Henri V comme roi légitime, contre la monarchie de Juillet (le roi Louis-Philippe étant  un usurpateur), nécessita la présence de détachements de troupes du 46e régiment d'infanterie et de la Garde nationale à Châteaubourg, Saint-Jean-sur-Vilaine, Saint-Aubin-des-Landes, Pocé-les-Bois, etc. ; le 30 mai 1832, un combat oppose les chouans commandés par Alexandre Courson de la Villevalio et Jean-François Le Nepvou de Carfort d'une part, et les forces de l'ordre commandées par le général de Castres sur la lande de Touchenaux, près de la ferme de la Gaudinière en Vergeal.
Il meurt le 17 janvier 1847 à Fontainebleau, à l'âge de 80 ans.

## Titres, distinctions
- Le 2 novembre 1815, par Louis XVIII il est fait chevalier de Saint-Louis, ordre royal et militaire
- Le 18 mai 1820, chevalier de la Légion d'honneur
- Le 25 avril 1821, commandeur de la Légion d'honneur, dans l'ordre royal

## Sources et bibliographie
- Jean-Baptiste-Pierre Jullien de Courcelles, Dictionnaire historique et biographique des Généraux français, depuis le onzième siècle jusqu'en 1822 , tomes V et VI, Paris, 1822.
- Bretagne, Revue de Bretagne et Vendée, 2008, Blibazaar, 508 p.